# بونویل (ایندیانا)
بونویل (به انگلیسی: Boonville) شهری در واریک کانتی، ایالت ایندیانا، ایالات متحده آمریکا است. این شهر مرکز بخشداری واریک کانتی است.
بونویل در سال ۱۸۱۸ تأسیس شده و بر اساس نام خانوادگی راتلیف بون، دومین فرماندار ایندیانا، نام گذاری شده‌است.

## جغرافیا
بونویل در موقعیت  قرار گرفته‌است. این شهر مساحتی در حدود ۷.۷ کیلومتر مربع دارد. در سرشماری سال ۲۰۱۰، جمعیت این شهر ۶،۲۴۶ نفر اعلام شد.